# Kualu Nenas
Kualu Nenas is een bestuurslaag in het regentschap Kampar van de provincie Riau, Indonesië. Kualu Nenas telt 3238 inwoners (volkstelling 2010).